# Lotus 56
Lotus 56 — гоночный автомобиль разработанный Колином Чепменом к гоночному сезону 1968 года для участия в гонке 500 миль Индианаполиса. Специфической конструктивной особенностью автомобиля как гоночного с открытыми колёсами был турбовальный газотурбинный двигатель и постоянный полный привод. Помимо гонки Инди-500 автомобиль также заявлялся на старт 3-х гонок Чемпионата Формулы-1 1971 года.

## Конструктивная специфика автомобиля
Автомобиль построен на шасси типа монокок, с расположенным позади гонщика турбовальным газотурбинным двигателем Pratt & Whitney по типу вертолётного. Система охлаждения двигателя включала в себя только радиатор охлаждения масла. Трансмиссия состояла из цепной передачи привода межосевого дифференциала, самого межосевого дифференциала несимметричного типа, карданных валов привода передней и задней оси, главных передач. Сцепление и коробка передач отсутствовали. Кузов клиновидной формы с минимальным числом отверстий под охлаждение.

## История

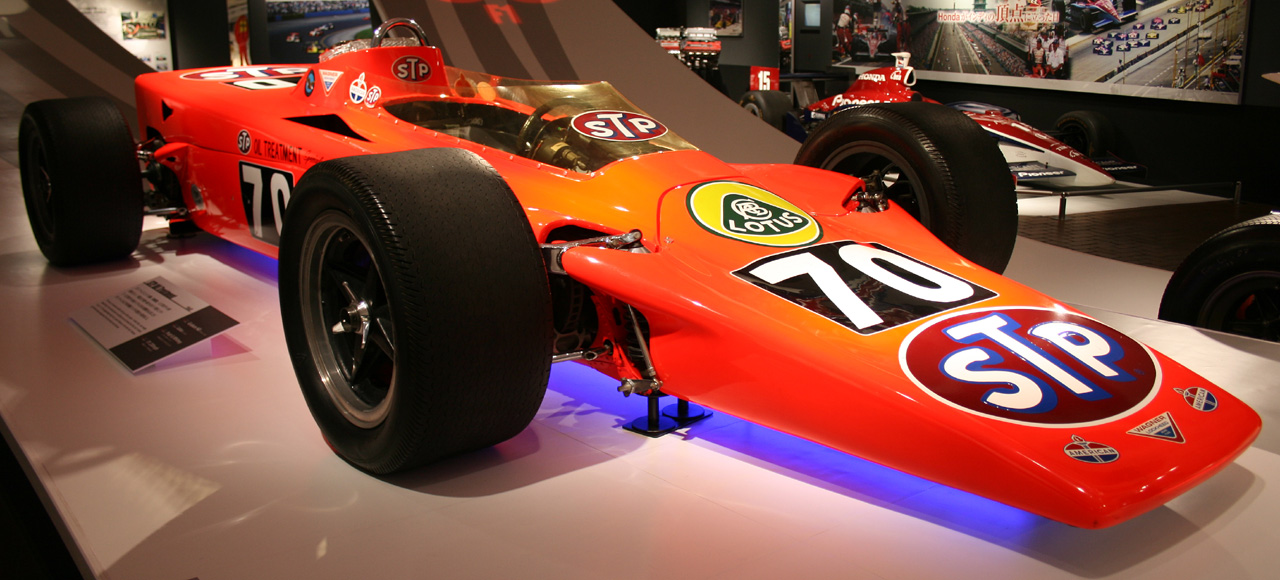
Lotus 56 Грэма Хилла, выступавший в Инди 500.

Заявленные на гонку Инди-500 1968 от команды STP Oil Treatment три автомобиля под управлением Джо Леонарда, Грэма Хилла и Арта Полларда заняли первое, второе и одиннадцатое место на старте, причём Леонард и Хилл единственные из всех проехали квалификационные круги со средней скоростью скоростью свыше 170 миль в час. В самой гонке занявший поул-позицию Леонард лидировал 31 круг, в том числе со 175-го по 191-й (из 200), но в итоге ни один автомобиль до финиша не добрался: Леонард и Поллард сошли на 191-м и 188-м кругах из-за одинаковой технической неисправности двигателя, Хилл на 110-м ввиду аварии во втором повороте. Участие автомобилей в следующей сезоне 1969 года оказалось не возможным, ввиду введённого с 1969 года запрета в кольцевых гонках под эгидой USAC любых автомобилей с газотурбинными двигателями и полным приводом.
В Чемпионате Формулы-1 сезона 1971 года команда Team Lotus заявила автомобиль на три Гран-при: Нидерландов в Зандвоорте, Великобритании Сильверстоуне и Италии в Монце. В Зандвоорте стартовавший 22-м Уокер на мокрой трассе под дождём поднялся за первые 5 кругов на 10 место, но вылетел с трассы на 6-м круге и разбил автомобиль. В Сильверстоуне стартовавший 19-м Виссель проехал гонку без каких-либо технических проблем и гоночных инцидентов, но финишировал с отставанием в 11 кругов (!) и был не классифицирован. И наконец в Монце стартовавшему 18-м Фиттипальди удалось финишировать восьмым с отставанием всего в 1 круг. То была последняя гонка Lotus 56B/1. Газотурбинный двигатель оказался не слишком подходящим решением для европейских трасс, которые изобилуют поворотами, а полный привод и вообще не особо нужным. Самой серьёзной проблемой было значительное запаздывание реакции турбины на нажатие педали газа — поначалу задержка составляла 6 секунд. Это вынуждало пилота открывать газ ещё в торможении перед поворотом, что было крайне неудобно. Позднее задержку сократили до 3 секунд, но при этом значительно увеличился расход топлива и, соответственно, стартовый вес — а это свело на нет все преимущества в мощности. После этапа в Монце контрольное послегоночное взвешивание показало, что Lotus-56B/1 на 101 кг тяжелее машины победителя (англ. BRM P-160/1). Использовав, таким образом, газотурбинный полноприводный автомобиль всего в трёх гонках, команда Lotus отказалась от него в пользу обычного Lotus 72 с двигателем Cosworth DFV и каноническим для автомобилей Формулы-1 приводом только на заднюю ось.

### Результаты выступлений в Формуле-1
| Год  | Шасси     | Двигатель                 | Шины | Пилоты      | 1   | 2   | 3   | 4    | 5   | 6   | 7   | 8   | 9   | 10  | 11  | Место | Очки |
| ---- | --------- | ------------------------- | ---- | ----------- | --- | --- | --- | ---- | --- | --- | --- | --- | --- | --- | --- | ----- | ---- |
| 1971 | Lotus 56B | Pratt & Whitney STN76 tbn | F    |             | ЮАР | ИСП | МОН | НИД  | ФРА | ВЕЛ | ГЕР | АВТ | ИТА | КАН | США | 5     | 21   |
| 1971 | Lotus 56B | Pratt & Whitney STN76 tbn | F    | Уокер       |     |     |     | Сход |     |     |     |     |     |     |     | 5     | 21   |
| 1971 | Lotus 56B | Pratt & Whitney STN76 tbn | F    | Виселль     |     |     |     |      |     | НКЛ |     |     |     |     |     | 5     | 21   |
| 1971 | Lotus 56B | Pratt & Whitney STN76 tbn | F    | Фиттипальди |     |     |     |      |     |     |     |     | 8   |     |     | 5     | 21   |

| Легенда к таблице |                                                                    |
| --- | ------------------------------------------------------------------ |
| В таблице перечислены результаты всех Гран-при Формулы-1, в которых использовался автомобиль. Строками таблицы являются сезоны, столбцами — этапы чемпионата мира. В каждой клетке указаны сокращённое название этапа и результат, дополнительно обозначенный цветом. Расшифровка обозначений и цветов представлена в нижеследующей таблице. |                                                                    |
| \| Пример \| Описание \| \| ------------ \| ------------------------------------------------------------------ \| \| 1 \| Победитель \| \| 2 \| Второе место \| \| 3 \| Третье место \| \| 5 \| Финишировал, заработав очки \| \| Сход \| Не финишировал, но при этом заработал очки \| \| 12 \| Финишировал, не получив очков \| \| НКЛ \| Финишировал, но не попал в финальную классификацию \| \| 15 \| Участвовал вне зачёта, либо по отдельной классификации \| \| 18 \| Не финишировал, но попал в финальную классификацию \| \| Сход \| Не финишировал \| \| НКВ \| Не прошёл квалификацию \| \| НПКВ \| Не прошёл предквалификацию \| \| ДСК \| Дисквалифицирован \| \| ИСК \| Исключён из протокола соревнований \| \| ТТ \| Заявлен для участия только в тренировках \| \| НС \| Участвовал в квалификации, но не стартовал в гонке \| \| Т \| Травмирован или болен \| \| ОТК \| Отказ от участия \| \| НТР \| Прибыл на соревнования, но на трассу не выезжал \| \| НПР \| Был заявлен в числе участников, но не прибыл к началу соревнований \| \| О \| Соревнования отменены \| \| \| Не участвовал \| \| Поул-позиция \| \| \| Быстрый круг \| \| |                                                                    |
| Пример | Описание                                                           |
| 1 | Победитель                                                         |
| 2 | Второе место                                                       |
| 3 | Третье место                                                       |
| 5 | Финишировал, заработав очки                                        |
| Сход | Не финишировал, но при этом заработал очки                         |
| 12 | Финишировал, не получив очков                                      |
| НКЛ | Финишировал, но не попал в финальную классификацию                 |
| 15 | Участвовал вне зачёта, либо по отдельной классификации             |
| 18 | Не финишировал, но попал в финальную классификацию                 |
| Сход | Не финишировал                                                     |
| НКВ | Не прошёл квалификацию                                             |
| НПКВ | Не прошёл предквалификацию                                         |
| ДСК | Дисквалифицирован                                                  |
| ИСК | Исключён из протокола соревнований                                 |
| ТТ | Заявлен для участия только в тренировках                           |
| НС | Участвовал в квалификации, но не стартовал в гонке                 |
| Т | Травмирован или болен                                              |
| ОТК | Отказ от участия                                                   |
| НТР | Прибыл на соревнования, но на трассу не выезжал                    |
| НПР | Был заявлен в числе участников, но не прибыл к началу соревнований |
| О | Соревнования отменены                                              |
| | Не участвовал                                                      |
| Поул-позиция |                                                                    |
| Быстрый круг |                                                                    |